# População economicamente ativa
A população economicamente ativa (PEA) é definida pela soma da população ocupada (PO) e da população desocupada (PD) no âmbito de uma determinada pesquisa (censo, pesquisa domiciliar, etc.):
{\displaystyle PEA=PO+PD}
A população economicamente inativa (PEI) ou população não economicamente ativa (PNEA) é o restante da população em idade ativa (PIA):
{\displaystyle PEI=PIA-PEA}
Já a taxa de atividade (TA) é a razão entre a PEA e a PIA, normalmente expressa em porcento.
A PEA, PEI e TA são muito usadas em estudos sobre mercado de trabalho, emprego e rendimento; são importantes componentes da taxa de desemprego.

## Ativos
A população ocupada (PO) são as pessoas que exerceram trabalho, remunerado ou sem remuneração, ou que tinham trabalho remunerado do qual estavam temporariamente afastadas, incluindo:
- Empregados - pessoas que trabalham para um empregador ou mais, cumprindo uma jornada de trabalho, recebendo em contrapartida uma remuneração em dinheiro ou outra forma de pagamento (moradia, alimentação, vestuário, etc.). Incluem-se entre as pessoas empregadas aquelas que prestam serviço militar obrigatório e os clérigos. Os empregados são classificados segundo a existência ou não de carteira de trabalho assinada.
- Conta Própria - aqueles que exploram uma atividade econômica ou exercem uma profissão ou ofício e não têm empregados.
- Empregadores - aqueles que exploram uma atividade econômica ou exercem uma profissão ou ofício, com um ou mais empregados.
- Não Remunerados - pessoas que exercem uma ocupação econômica, sem remuneração, pelo menos 15 horas na semana, ajudando a um membro da unidade domiciliar em sua atividade econômica ou ajudando cooperativas, ou, ainda, como aprendiz ou estagiário. Não é considerado trabalho a atividade não remunerada em instituições religiosas ou beneficentes, bem como o trabalho para próprio consumo do lar ou do próprio indivíduo. [1]

Já a população deocupada (PD) são aquelas sem trabalho, mas que estavam disponíveis para assumir um trabalho e que tomaram alguma providência efetiva para conseguir trabalho.
Ou seja, PD são pessoas que não têm trabalho, mas estão dispostas a trabalhar, e que, para isso, tomam alguma providência efetiva (consultando pessoas, jornais, etc.).

## Inativos
A população economicamente inativa (PEI) ou população não economicamente ativa (PNEA) é formada pelas pessoas incapacitadas para o trabalho (incapacitados), que desistiram de buscar trabalho (desalentados), ou que não querem trabalhar; inclui os estudantes e as pessoas que cuidam de afazeres domésticos. 
O IBGE considera "desalentado" aquele que está desempregado e há mais de um mês não busca emprego; são pessoas em idade ativa que já não buscam trabalho, uma vez que já o fizeram e não obtiveram sucesso. 

## Taxa de atividade
A taxa de atividade (TA), medida em percentual (%), é calculada dividindo-se a população economicamente ativa (PEA) pela população em idade ativa (PIA), multiplicado por 100:
{\displaystyle TA=100PEA/PIA}